# Podolí (Mohelnice)
Podolí (německy Gross Poidl) je součástí města Mohelnice v okrese Šumperk.

## Kulturní památky
V katastru obce jsou evidovány tyto kulturní památky:

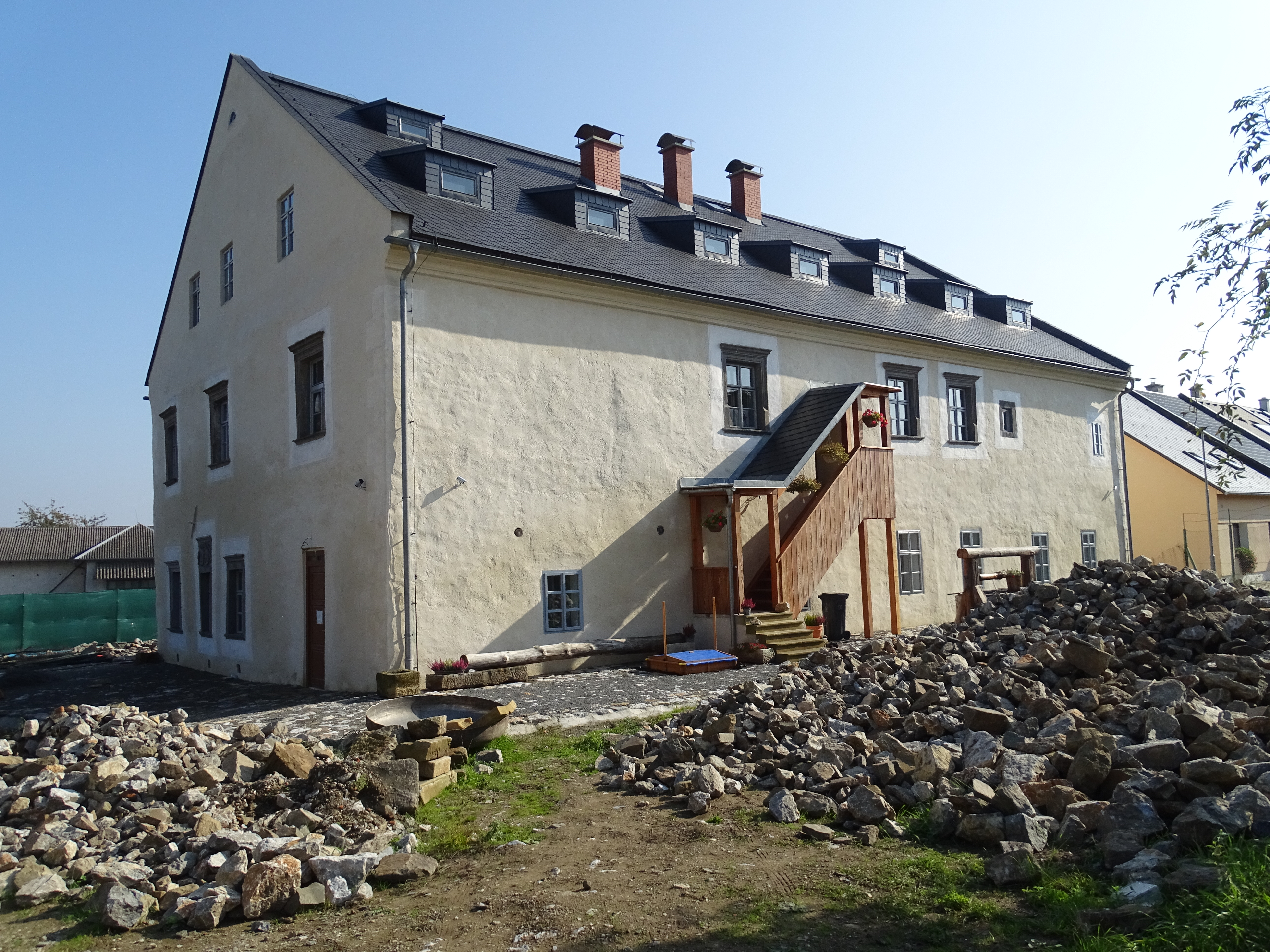
Tvrz Kobylků z Kobylího v době rekonstrukce v roce 2019.

- Tvrz Kobylků z Kobylího v době rekonstrukce v roce 2019.Tvrz Kobylků z Kobylího čp. 80 – renesanční tvrz z roku 1551 s dochovanými jemně profilovanými kamenickými články, sgrafitem a erby stavebníků

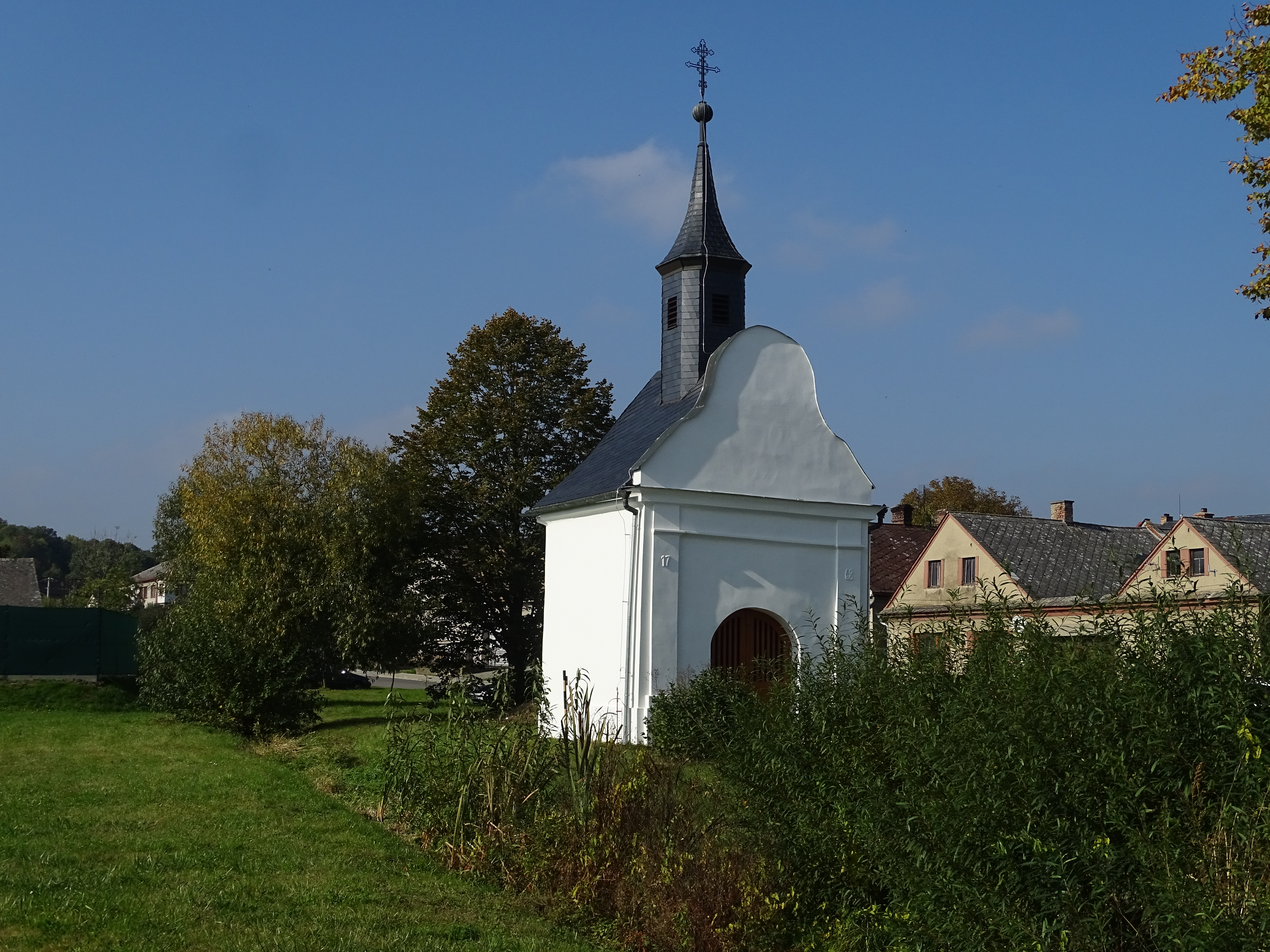
Kaple Nejsvětější Trojice na návsi.

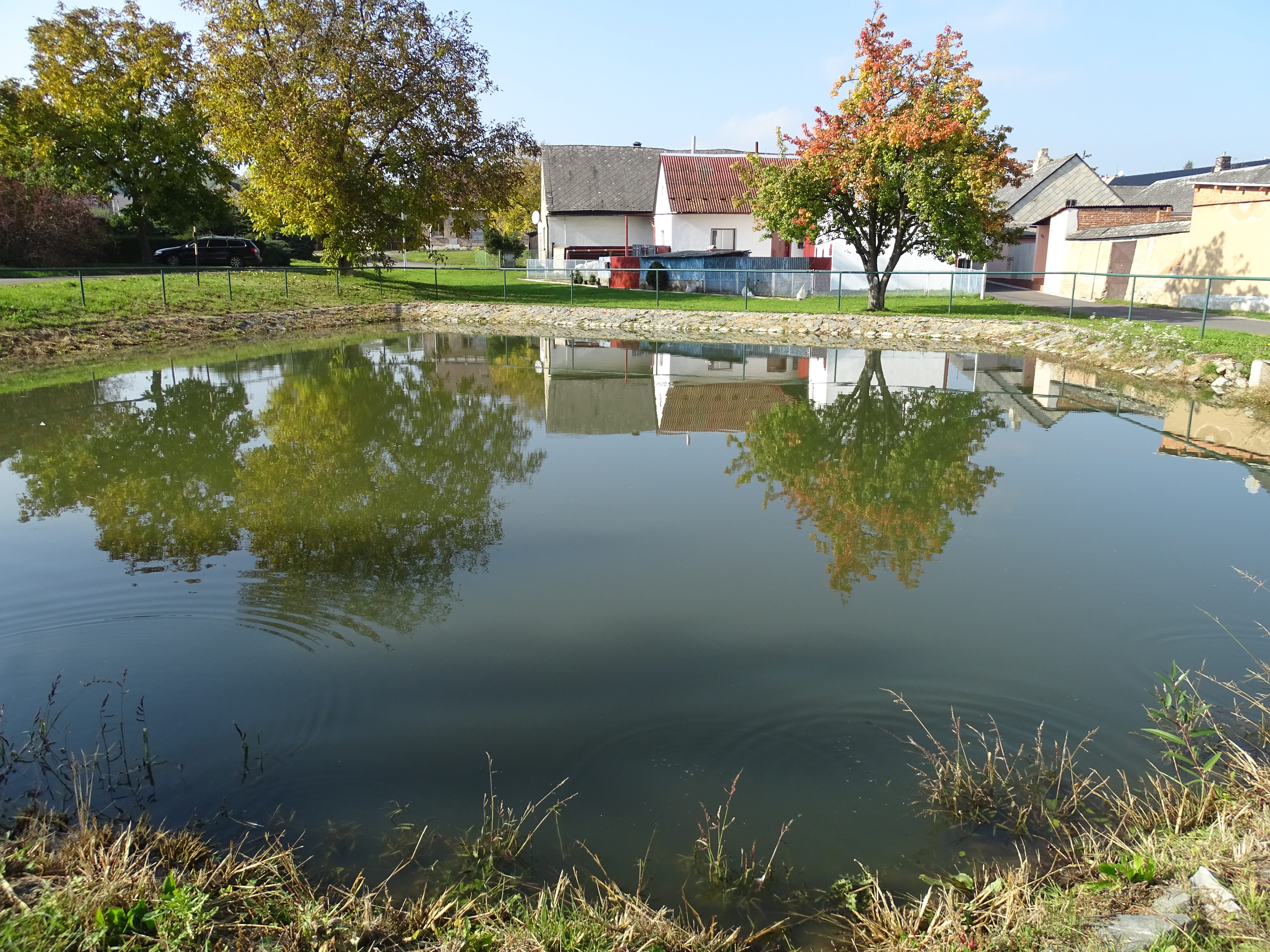
Rybník na návsi v Podolí.

- Kaple Nejsvětější Trojice na návsi.Rybník na návsi v Podolí.Kaple Nejsvětější Trojice (na návsi) – barokní stavba z roku 1768